# Dornoch Firth
Dornoch Firth är en flodmynning i Storbritannien.   Den ligger i kommunen Highland och riksdelen Skottland, i den norra delen av landet, 700 km norr om huvudstaden London.